# Municipio de Mesones Hidalgo
El municipio de Mesones Hidalgo es uno de los 570 municipios que conforman al estado mexicano de Oaxaca. Se localiza aproximadamente a 401 kilómetros de la capital del estado. La cabecera municipal es San José Mesones Hidalgo y las localidades más importantes son: San José de las Flores, Concepción las Mesas y Santa María la Lima, entre otras.

## Toponimia
Se le da el nombre de "Mesones" debido a que las tierras de Putla fueron adquiridas por un comerciante llamado Guillermo Acho del estado de Puebla, quien las ocupó para reposar de sus largos viajes  y para el pastoreo de cabras así que, se construyeron varias casas donde los arrieros descansaban con sus animales de carga, de aquí se dice que surge la denominación de "Mesones = lugar de descanso".

## Geografía
El municipio es parte de la Región Sierra Sur en el Distrito de Putla Villa de Guerrero. Su clima es cálido con lluvias en verano y principios de otoño  y el aire predominante es el del norte. La flora se compone principalmente por pastizales, bejuco, malvas, árboles de espino, ceibas, amates, nanche, teclate, mango, pino,  guaje y palmas entre otros , en cuanto a la fauna , existe una gran variedad de especies como: tarántula, mapache, ardilla, iguana, armadillo, tlacuache, tortugas, venado, tejón, zopilote y aves como pericos, garzas, tecolotes, colibrís, palomas, cotorros, etc., mismos que habitan todo el año o en ciertas épocas de acuerdo a las estaciones del año.

### Recursos Naturales Disponibles
En el municipio se cuenta con los recursos de bosques de pino y encino amarillo.  
Otro recurso indispensable es el agua de muy buena calidad, tanto como para consumo humano, como para riego de cultivos y para el ganado; además, se cuenta con diversos tipos de suelos aptos para el cultivo de sandía, frijol, chile costeño, calabaza, jamaica, maíz, caña, cacao y diversos plantas domésticas como son: chipile, pápalos, yerba mora, quelites, yerba santa y epazotes, también se puede encontrar en los escurrimientos de los ríos bancos de arena y grava para la construcción.

### Hidrografía
Está compuesta de tres afluentes que fluyen del poniente conocidos como el Río de Mesones, Río La Lima y un afluente del oeste que se conoce como Río
del Caliche, todos drenados por los escurrimientos de los arroyos que nacen en el transcurso de las laderas hasta que convergen en la parte más baja que en donde se encuentra la cabecera municipal y forman los ríos que van a desembocar hasta la cuenca hidrológica del Río Ometepec en el estado de Guerrero

## Gastronomía
Platillos típicos
- Barbacoa de chivo y res
- Mole negro
- Chileajo de puerco
- Tamales
- Pozole
- Pan de yema
- Empanadas de camote
- Atole de mango
- Chile atole
- Entomatadas
- Enfrijoladas
- Empanadas de chileajo
- Tamales de calabaza
- Atole de masa
- Atole de panela

## Datos Sociales
Casi un cuarto de la población (4,380) habla una lengua indígena. Tiene un grado de marginalización muy alto con un índice de marginación de  1.59701 y un total de 1,976 habitantes  viviendo en pobreza extrema